# Никифоров, Михаил Илларионович
Михаи́л Илларио́нович Ники́форов (1837 — после 1912) — русский архитектор, автор гражданских и церковных зданий в Москве.

## Биография
В 1861 году окончил Московское дворцовое архитектурное училище, получив звание архитекторского помощника. В 1874—1882 годах служил московским участковым архитектором. В 1876 году получил звание архитектора придворного ведомства. Имел обширную проектно-строительную практику в Москве.

## Постройки в Москве

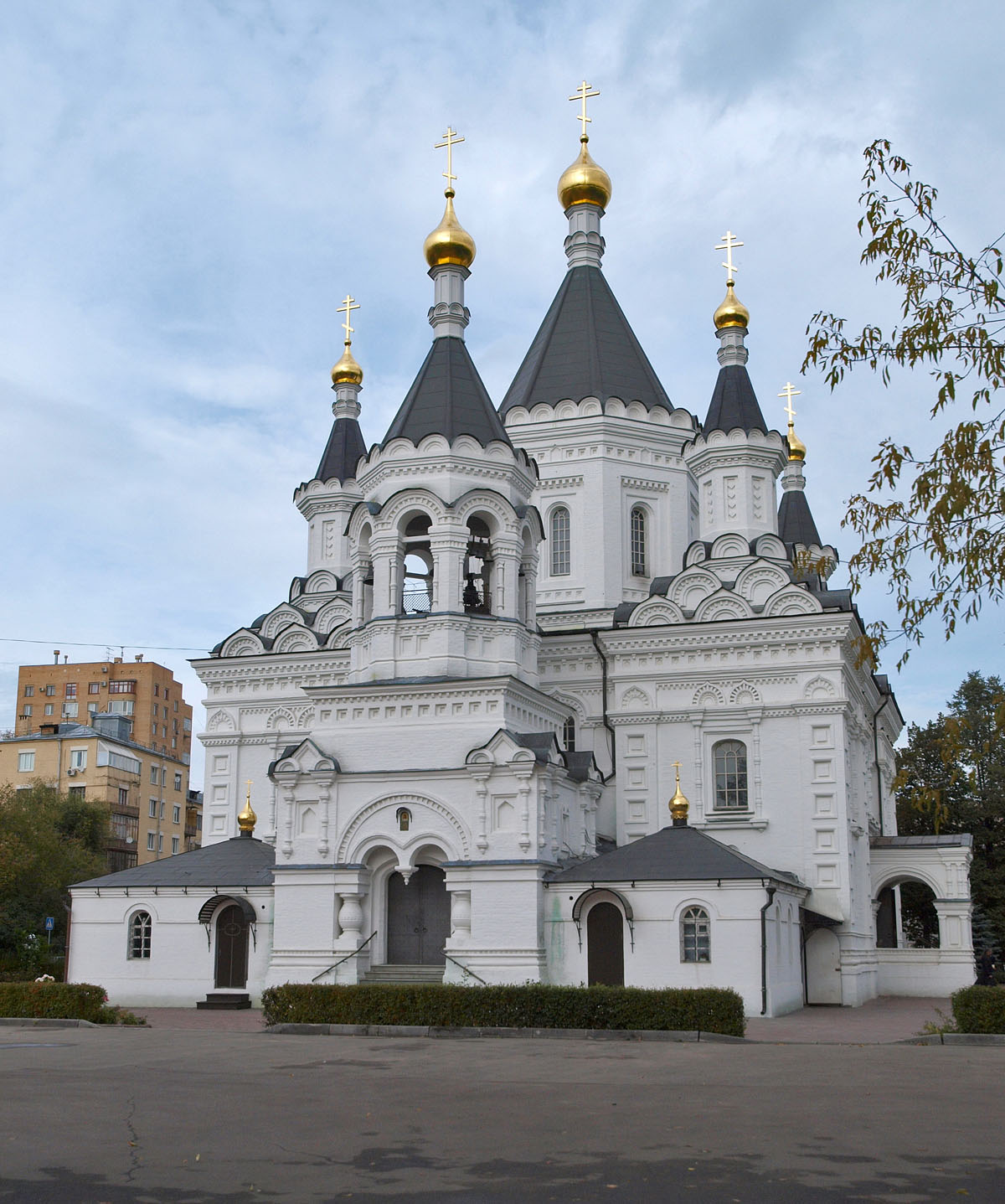
Храм Архангела Михаила при клиниках на Девичьем поле

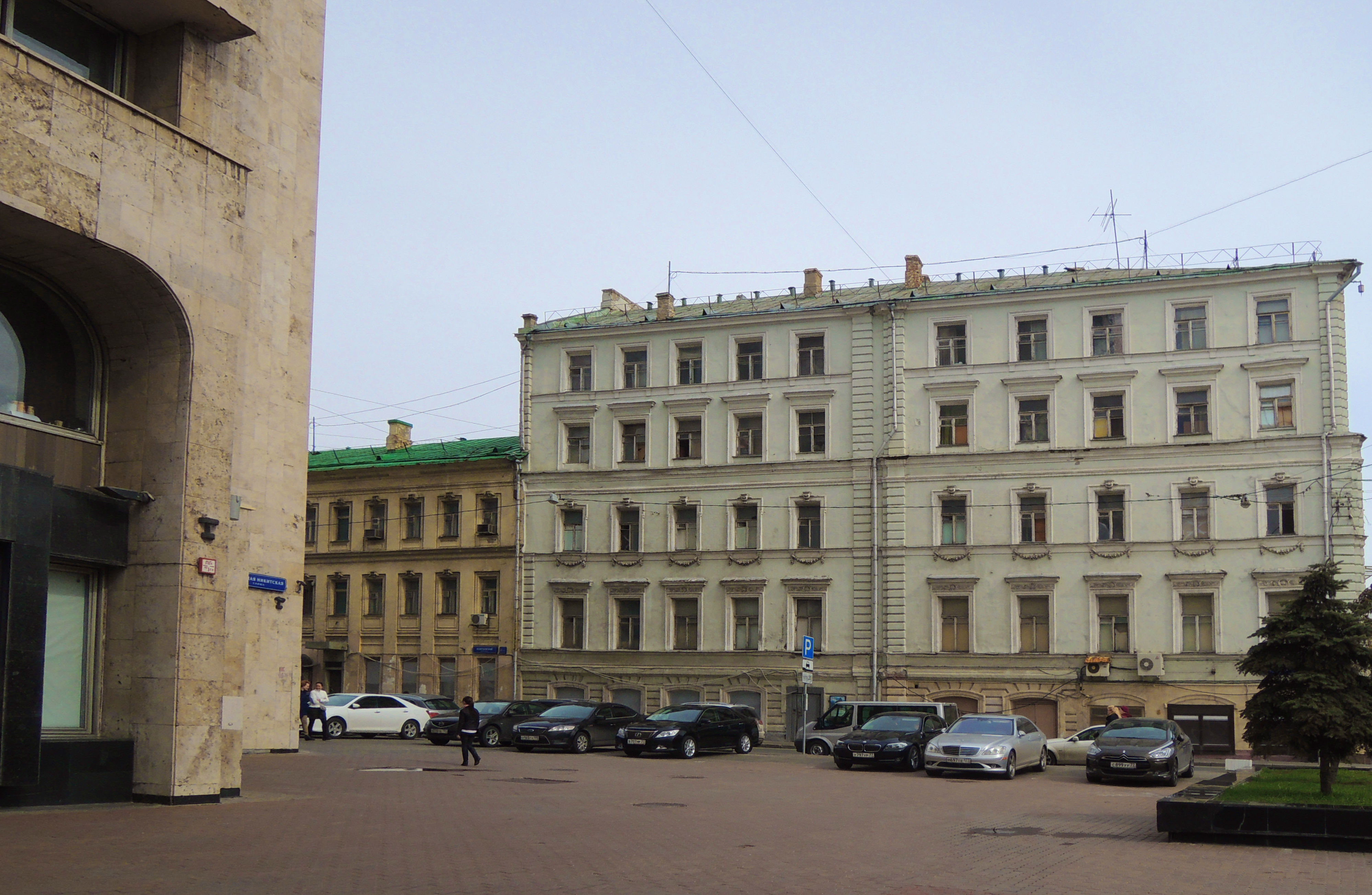
Перестройка дома П. А. Позднякова (1876, Большая Никитская улица, 26/2 — Леонтьевский переулок, 2/26, стр. 1, 3)

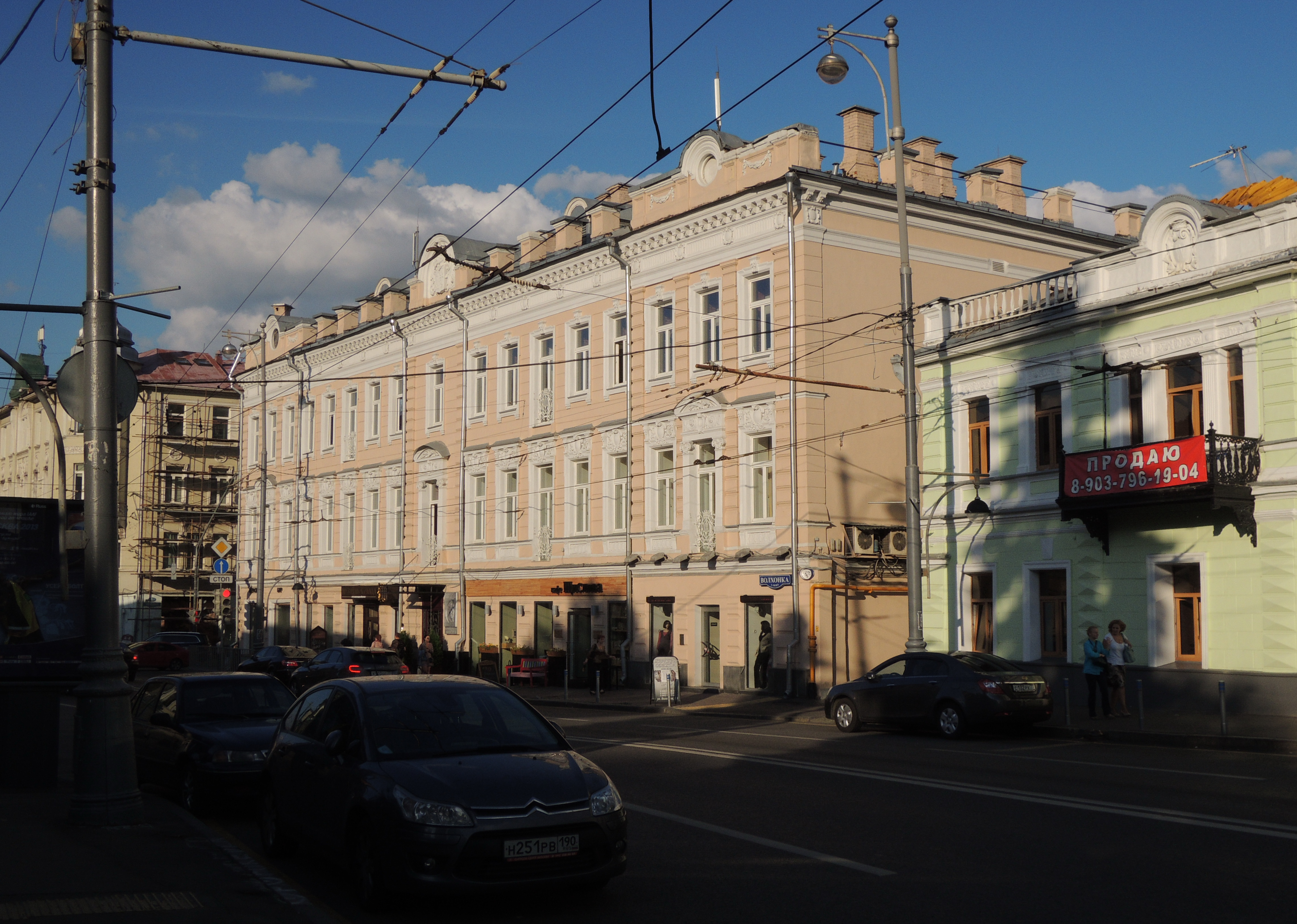
Волхонка, 9

- Перестройка главного дома городской усадьбы М. Ф. Федорова — А. М. Эрлангера (1873, Малый Кисельный переулок, 4, стр. 1), ценный градоформирующий объект[2];
- Доходный дом (1874, Тверская улица, 23)[1];
- Особняк (1874, Дегтярный переулок, 9)[1];
- Перестройка дома П. А. Позднякова (1876, Большая Никитская улица, 26/2 — Леонтьевский переулок, 2/26, стр. 1, 3), выявленный объект культурного наследия[2];
- Студенческое общежитие им. С. В. Лепёшкина Императорского Московского Университета (1877, Филипповский переулок, 11, стр. 1, 2), выявленный объект культурного наследия[1][2];
- Особняк (1877, Успенский переулок, 7)[1];
- Перестройка доходного дома Ю. А. Воейковой (1878, Лучников переулок, 5, стр. 1, 5)[3], ценный градоформирующий объект[2];
- Доходный дом (1879, Волхонка, 9/3, стр. 1), объект культурного наследия регионального значения[2][1];
- Перестройка доходного дома (1878, Волхонка, 11)[3];
- Серебрянические бани (1881—1890, Серебрянический переулок), не сохранились[1];
- Кухня в усадьбе Л. Н. Толстого (1882, улица Льва Толстого, 21), объект культурного наследия федерального значения[2];
- Доходный дом (1885, Гранатный переулок, 12)[2];
- Жилой дом Людоговских (1887, Вспольный переулок, 6, стр. 3), объект культурного наследия регионального значения[2][1];
- Морозовская богадельня с церковью Феодора, Давида и Константина Ярославских (1888—1891, Шелапутинский переулок, 3)[1][4];
- Доходный дом (1889, Гранатный переулок, 1)[1];
- Перестройка флигеля городской усадьбы (1880-е, Большая Якиманка, 23/5), ценный градоформирующий объект[2];
- Носовское подворье (1891, Старопанский переулок, 3, стр. 1, 2, 4), объект культурного наследия регионального значения[2];
- Перестройка доходного дома (1892, улица Александра Солженицына, 29)[3];
- Особняк (1894, Гранатный переулок, 22)[1];
- Церковь Михаила Архангела, что на Девичьем поле, строительство осуществлял А. Ф. Мейснер[5] (1894—1897, улица Еланского, 2а)[1][6];
- Акушерская клиника на Девичьем поле (1894—1897), перестроена[1];
- Арбатский частный дом (?, Столовый переулок, 7, стр. 1)[2].